# Benjamin Pereira da Silva
Pour les articles homonymes, voir Benjamin.
Benjamin Pereira da Silva dit Benjamin, né le 29 mai 1969 à Rio de Janeiro, est un joueur brésilien de beach soccer. 
Il est le recordman de sélection et fait partie des meilleurs buteurs de l'équipe du Brésil de la discipline,.

## Biographie
Benjamin fait ses premiers pas en équipe du Brésil en 1996 contre l'Uruguay, il marque deux buts pour une victoire 4-2.
En 2009, il remporte le championnat des États brésiliens avec l'équipe de Rio de Janeiro.
Le 30 janvier 2011, alors capitaine du Brésil, Benjamin connait sa 300e sélection lors de la finale de la Coupe latine perdue 4-2 contre l'Uruguay, encore eux. Benjamin marque les deux buts de la Seleção. Il devient le second joueur à passer ce cap après Júnior Negão (318 sélections).

## Style de jeu
Benjamin est doté d'une remarquable pointe de vitesse, d'un sens du dribble inné et d'une frappe de balle impressionnante.

## Palmarès

### En sélection
| Compétitions mondiales | Compétitions continentales |
| --- | --- |
| - Coupe du monde (9) - Vainqueur en 1999, 2000, 2002, 2003, 2004, 2006, 2007, 2008 et 2009 - Finaliste en 2011 - 3e en 2005 - BSWW Mundialito (10) - Vainqueur en 1999, 2000, 2001, 2002, 2004, 2005, 2006, 2007, 2010 et 2011 - Finaliste en 2003, 2008 et 2009 - Coupe intercontinentale - Finaliste en 2011 et 2012 - Coupe latine (8) - Vainqueur en 1999, 2001, 2002, 2003, 2004, 2005, 2006, 2009 - Finaliste en 2010, 2011 - 3e en 2000 | - Championnat CONMEBOL (5) - Vainqueur en 2005, 2006, 2008, 2009 et 2011 - 3e en 2013 - Copa América (4) - Vainqueur en 1999, 2003, 2012 et 2013 |

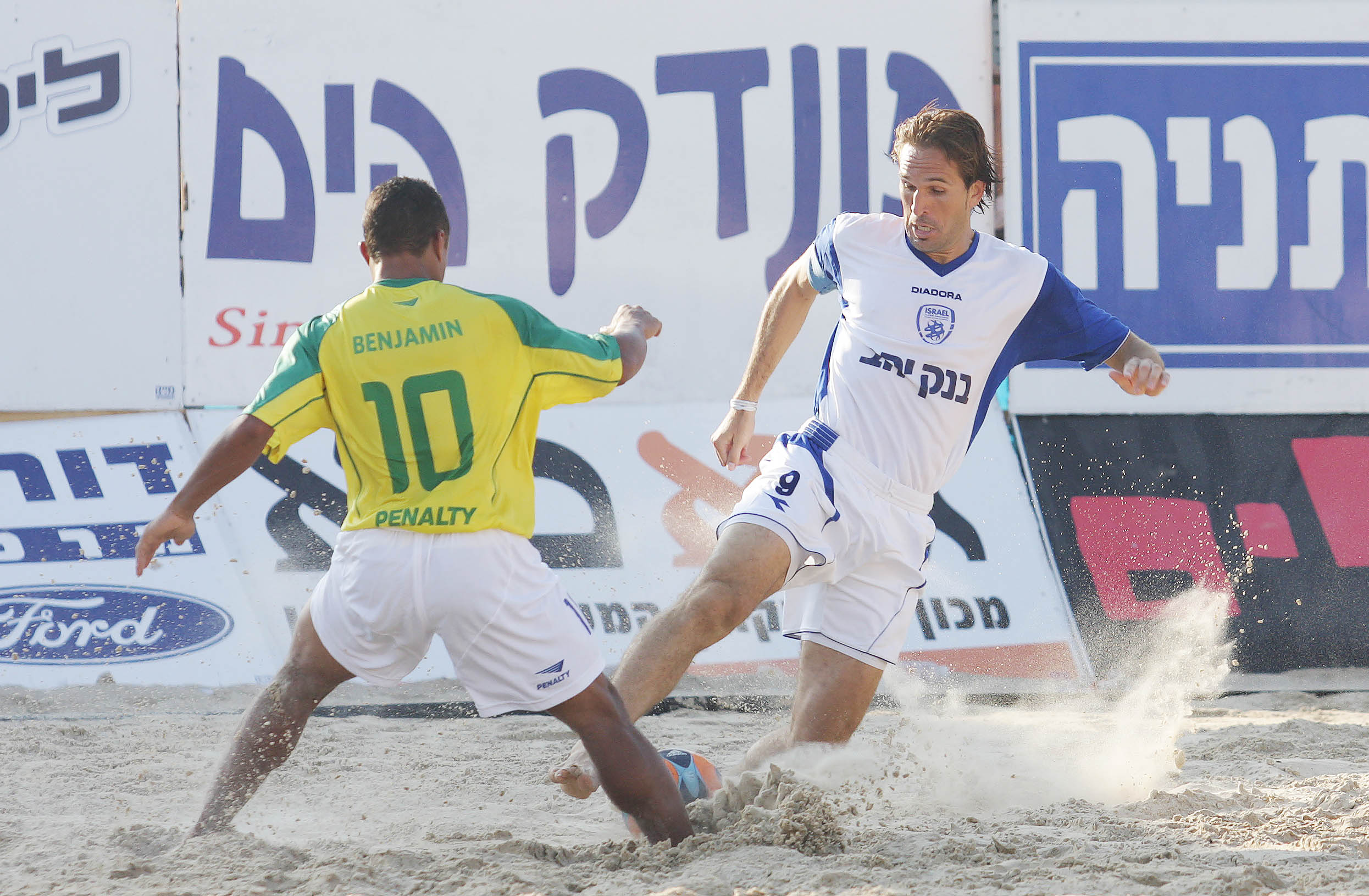
Benjamin en 2008 avec le Brésil.

### En club
Vasco da Gama
- Champion carioca en 1999 et 2003

 Milano BS
- Champion d'Italie en 2006, 2007 et 2010
- Vainqueur de la Coupe d'Italie en 2006, 2007, 2009 et 2010
- Vainqueur de la Supercoupe d'Italie en 2010

 Rio de Janeiro
- Champion des États brésiliens en 2009

 Flamengo
- Finaliste de la Coupe du monde des clubs en 2012 et 2013
- 3e de la Coupe du Brésil en 2012

### Individuel
- Coupe du monde
  - 2e meilleur joueur en 2006 et 2008
  - 3e meilleur joueur en 2009
  - 2e meilleur buteur en 2006

- Coupe du monde des clubs
  - Meilleur joueur en 2012

- Coupe d'Italie
  - Meilleur joueur en 2007